# Bizcocho (Uruguay)
Bizcocho es el nombre que recibe en Uruguay y otros países como México una gama de productos de bollería (llamada panadería en Uruguay), hechos de distintos tipos de masa (generalmente elaborada con harina, levadura, sal, azúcar y grasa). Tienen diferentes formas, pueden ser dulces o salados, con y sin relleno. Fueron originalmente introducidos por las corrientes migratorias europeas que llegaron al país. En Argentina se conocen como facturas a unos panificados similares a los bizcochos uruguayos.

## Origen histórico
La palabra bizcocho proviene del latín "bis coctus", que significa "cocido dos veces", es por eso que muchas veces se remojaba con vino, por la escasa humedad que presentaba.
El bizcocho uruguayo es frecuentemente emparentado con la pastelería alemana. Se sostiene que es un derivado del krapfen, que fuera traído por la inmigración alemana que se dirigió a la región del Río de la Plata. 
De acuerdo a otras versiones, sin embargo, el origen del bizcocho sería la fusión de las panaderías francesa y española, tal cual lo demuestran los relatos del Montevideo colonial de Isidoro de María y de los estudios genealógicos de Juan Alejandro Apolant y Ricardo Goldaracena. De estos estudios y publicaciones se desprende que los primeros panaderos de Montevideo provenían de Francia y España, tal como quedó documentado en los registros de inmigración de los primeros pobladores en los cuales consta su profesión. De hecho, el cruasán hojaldrado, una de las variedades de bizcocho, se inventó en Francia y su primera receta data de 1905.

## Variedades

### Clásicos
Los bizcochos más tradicionales son el cruasán (del francés croissant) dulce o salado, la margarita, la galleta dulce y el pan con grasa.

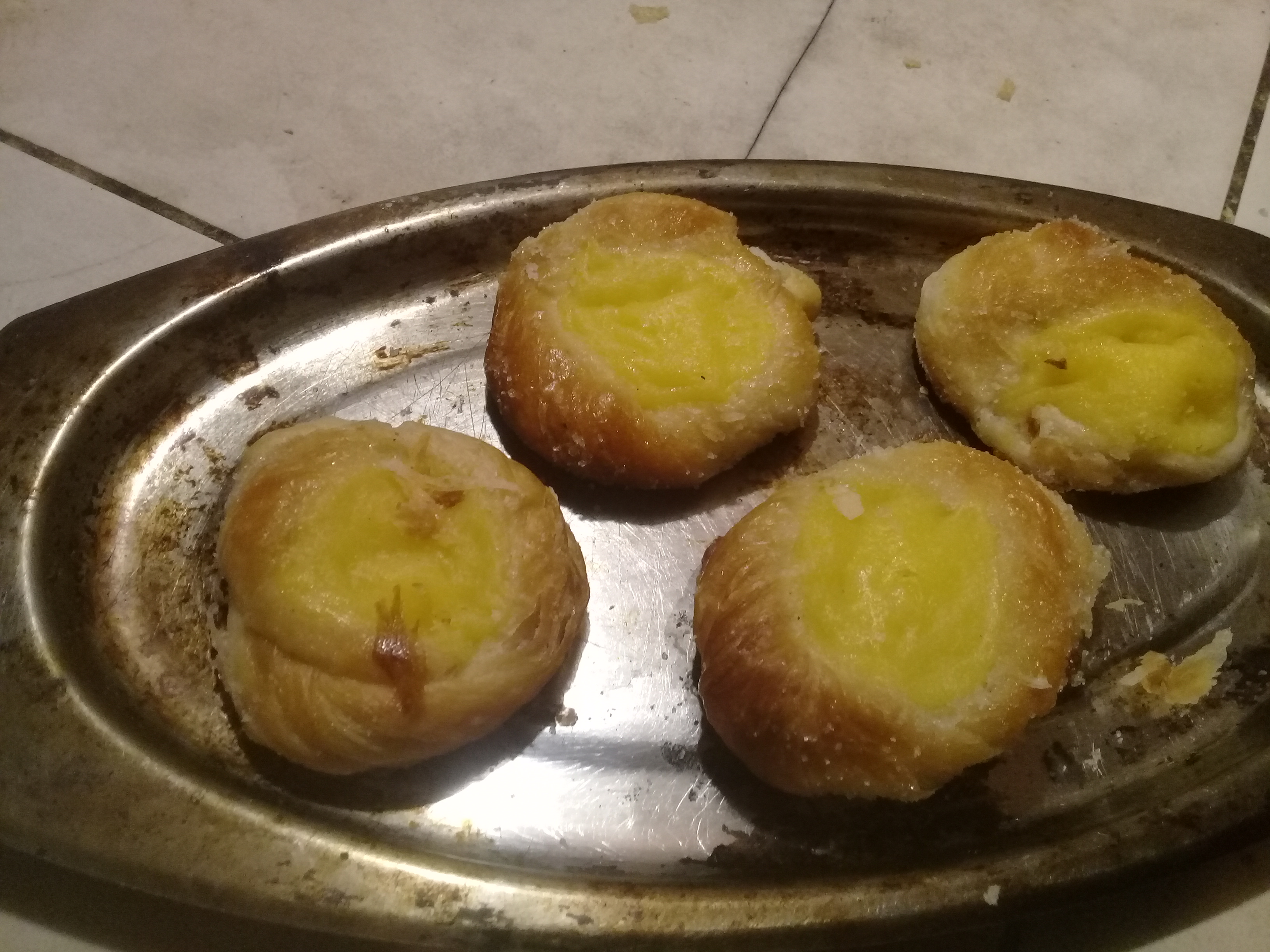
Margaritas.

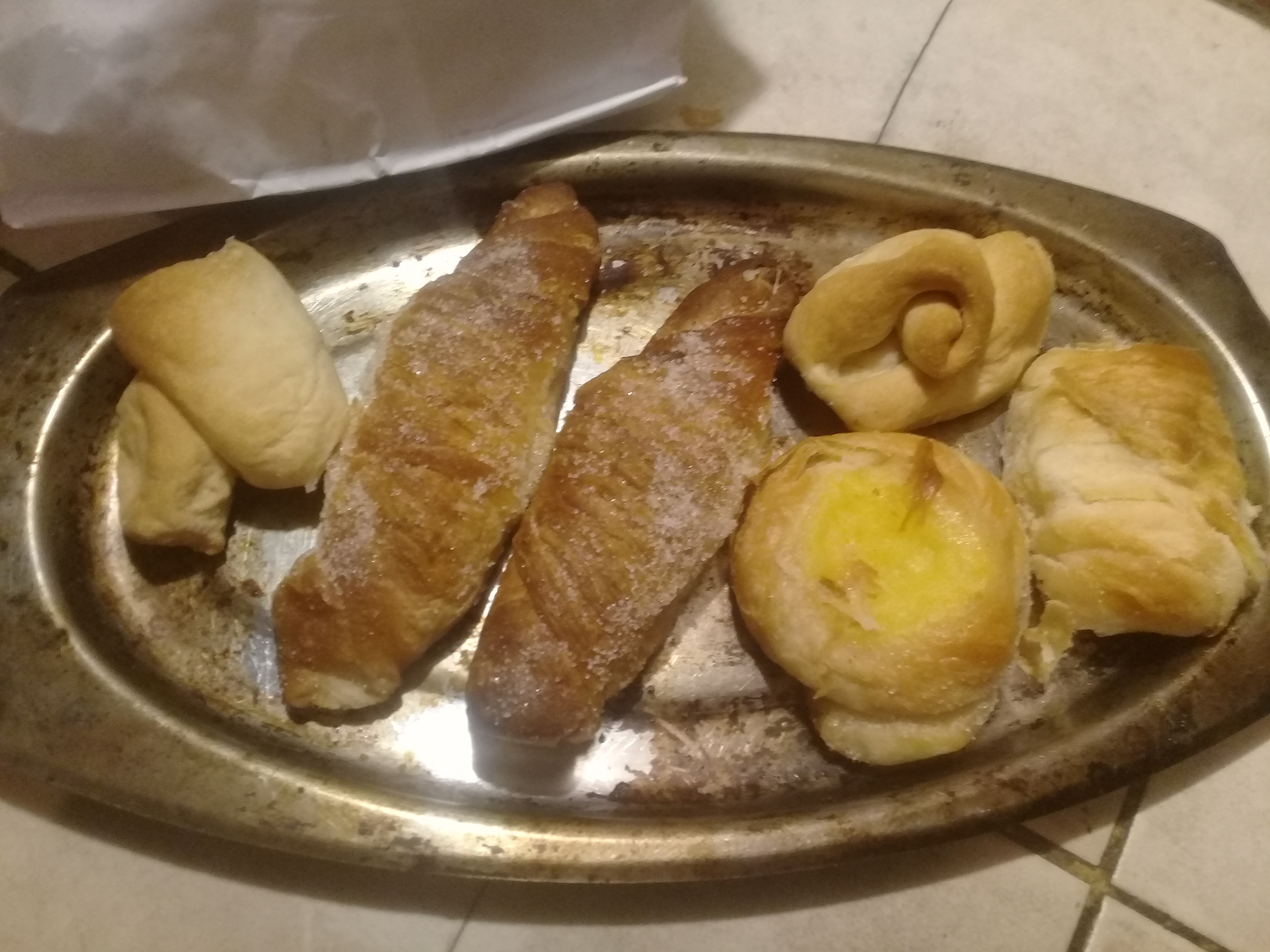
De izquierda a derecha: pan con grasa, cruasanes dulces, margarita, cruasán de queso.

- Los cruasanes dulces han sido siempre diferenciados a la vista por tener una capa de azúcar sobre su parte superior y por su forma recta, distinta de la de media luna que presentan los salados. El hecho de que puedan ser también rellenos puede, sin embargo, suele convertir en rectos también a estos últimos, quedando sólo la cobertura azucarada para reconocer a los dulces. Los rellenos suelen ser de queso o jamón para los salados y de dulce de membrillo o dulce de leche para los dulces.
- Las margaritas son una variación de los cruasanes dulces a la que se le unen las puntas y se deja en el centro un espacio para ser rellenado con crema pastelera, dulce de membrillo o dulce de leche y se le espolvorea azúcar por arriba (tanto al relleno como a la masa circundante).
- Las galletas dulces tienen forma generalmente cúbica pero también pueden ser cilíndricas. Hechas con una masa a base de grasa animal o vegetal, se elevan en varias capas y son una variante en miniatura de un tipo de pan llamado galleta, galleta de campaña, o galleta con grasa. Tienen una cubierta de caramelo con azúcar espolvoreado en su cara superior.
- Los pan con grasa (así pluralizados) son del grupo de bizcochos salados, de forma helicoidal. Son también una variación en miniatura de otro tipo de pan, conocido como cañón por la forma que termina adoptando una vez completado su armado: una base sobre la que se cruza por encima una porción de masa que queda en punta, levantada, como apuntando como lo haría un cañón. El nombre de pan con grasa es el usado en Montevideo mientras que en otras ciudades es más conocido como carnerito o cuernito.

También existen las miniaturas, que como su nombre lo indica, son versiones en miniatura de los tipos de bizcochos antes mencionados, pudiendo incluso, sumársele algún otro.

### Otros
Se suman a estos clásicos, una larga lista de variedades, entre ellas:
- Las mantequillas, de masa de manteca y rellenas de dulce de leche o crema pastelera.
- Las borlas de fraile, con forma de bola o rosquilla, fritas y cubiertas con azúcar. También se las rellena con dulce de leche.
- Los bizcochos de anís: masas dulces con distintas formas (cuadradas, redondas, en espiral, en trenzas, etc.), que se caracterizan por el especial sabor que les da el anís presente en su composición, evidenciada por los granos que se ven en la masa. Pueden contener rellenos (crema pastelera, dulce de membrillo, dulce de leche) y suelen presentar azúcar espolvoreada por arriba.
- Las bizcotelas: masas dulces con un tipo especial de merengue endurecido por arriba al que se le dibuja un patrón de líneas quedando con un aspecto de peinado.
- Los polvorones, más un tipo de masitas, es incluido dentro de la amplia y generosa familia de los bizcochos. Pueden ser simples, de chocolate o mixtos. Se caracterizan por ser de una masa suave, mantecosa, que se desgrana con facilidad.
- Los ojitos: también compartiendo rasgos de masita, son una masa dulce ahuecada en el centro con un relleno de dulce de membrilo.
- Las bombas de crema o bomba de dulce de leche son otro tipo de productos asimilados a bizcochos. Son un bollo de masa de pan dulce, ahuecado en el centro y rellenado. Un tipo de masitas (de menor tamaño, distinta forma y tipo de masa) comparte esta misma denominación.
- Los vigilantes son otra variación a partir de la masa del cruasán, no tan clásica pero sí muy consumida. Son finos y largos por lo que tienen una consistencia más crocante y llevan azúcar por arriba.

### Medialuna
No precisamente considerado un bizcocho, pero emparentada con el cruasán, se encuentra la medialuna. Pudiendo ser salada o dulce (si dulce, con fina cubierta de caramelo por encima), las medialunas son de gran tamaño (variable) y pueden ser consumidas solas o rellenas, a manera de sándwich, generalmente con jamón y queso pero siendo pasible de todas las variantes que la imaginación del consumidor le pueda aportar.

## Costumbres de consumo
Suelen consumirse solos o con café, el café con leche, el té, la cocoa o el mate del desayuno o de la merienda. Se adquieren en panaderías y su venta es al peso.